# Pachnoda
Genre
Pachnoda est un genre d'insectes coléoptères de la famille des Scarabaeidae, de la sous-famille des Cetoniinae. Tous sont endémiques de l'Afrique et plusieurs espèces sont connues et élevées par les amateurs d'insectes.

## Liste des espèces décrites
Selon EOL (5 juillet 2021) :
- Pachnoda abyssinica Reiche, 1847
- Pachnoda acutipennis KOLBE, 1914
- Pachnoda adelpha KOLBE, 1914
- Pachnoda albini BOURGOIN, 1921
- Pachnoda allardi RUTER, 1969
- Pachnoda alluaudi BOURGOIN, 1913
- Pachnoda antoinei Beinhundner, 2006
- Pachnoda ardoini RUTER, 1978
- Pachnoda arrowi BOURGOIN, 1913
- Pachnoda babaulti Bourgoin, 1921
- Pachnoda baraui Antoine, 2009
- Pachnoda basilewskyi RUTER, 1953
- Pachnoda bax (Gory & Percheron, 1833)
- Pachnoda berliozi RIGOUT, 1979
- Pachnoda bourgeoni MOSER, 1924
- Pachnoda bousqueti Rigout, 1989
- Pachnoda bukobensis MOSER, 1914
- Pachnoda canui Rigout, 1992
- Pachnoda cervenkai Krajcik, 2002
- Pachnoda chionopleura FAIRMAIRE, 1884
- Pachnoda chireyi Legrand, 1993
- Pachnoda cincticollis MOSER, 1914
- Pachnoda collinsi RIGOUT, 1985
- Pachnoda concolor Schürhoff, 1938
- Pachnoda congoensis MOSER, 1914
- Pachnoda consentanea Schaum, 1844
- Pachnoda coolsi Rigout, 1984
- Pachnoda cordata (Drury, 1773)
- Pachnoda crassa SCHAUM, 1848
- Pachnoda crinita Schürhoff, 1938
- Pachnoda dargei RIGOUT, 1987
- Pachnoda dechambrei RIGOUT, 1986
- Pachnoda demoulini RIGOUT, 1978
- Pachnoda denuttae RUTER, 1972
- Pachnoda dimidiaticollis MOSER, 1915
- Pachnoda discolor KOLBE, 1895
- Pachnoda divisa GERSTAECKER, 1884
- Pachnoda durandi RUTER, 1958
- Pachnoda elegantissima CSIKI, 1909
- Pachnoda ephiappiata GERSTAECKER, 1867
- Pachnoda fasciata (Fabricius, 1775)
- Pachnoda fedieri Rigout, 1989
- Pachnoda fissipuncta Kraatz, 1885
- Pachnoda flavolimbata Moser, 1921
- Pachnoda fromenti RIGOUT, 1981
- Pachnoda frontalis (Harold, 1878)
- Pachnoda helleri MOSER, 1910
- Pachnoda histrio (Fabricius, 1778)
- Pachnoda histrioides POUILLAUDE, 1914
- Pachnoda inscripta GORY & PERCHERON, 1833
- Pachnoda interrupta OLIVIER, 1789
- Pachnoda jokoensis MOSER, 1915
- Pachnoda katangensis BURGEON, 1931
- Pachnoda kiellandi Rigout, 1989
- Pachnoda knirschi Rigout, 1984
- Pachnoda kordofana MOSER, 1914
- Pachnoda kustai NONFRIED, 1892
- Pachnoda lamottei RUTER, 1954
- Pachnoda lateristicta KOLBE, 1910
- Pachnoda leclercqi RIGOUT, 1985
- Pachnoda leonina SCHOCH, 1896
- Pachnoda leopoldiana BURGEON, 1931
- Pachnoda lequeuxi RIGOUT, 1979
- Pachnoda lerui RIGOUT, 1989
- Pachnoda limbata (Fabricius, 1775)
- Pachnoda maculipennis MOSER, 1918
- Pachnoda madaraszi CSIKI, 1909
- Pachnoda madgei Rigout, 1995
- Pachnoda marginata DRURY, 1773
- Pachnoda massajae GESTRO, 1881
- Pachnoda mastrucata GERSTACKER, 1884
- Pachnoda meloui BOURGOIN, 1915
- Pachnoda nigritarsis HAROLD, 1880
- Pachnoda nigroplagiata KRAATZ, 1900
- Pachnoda nutricia RIGOUT, 1980
- Pachnoda onorei RIGOUT, 1980
- Pachnoda orphanula HERBST, 1790
- Pachnoda pendemi Schürhoff, 1938
- Pachnoda picturata BOHEMAN, 1860
- Pachnoda poggei (Harold, 1878)
- Pachnoda polita BLANCHARD, 1842
- Pachnoda postica (Gory & Percheron, 1833)
- Pachnoda postmedia MOSER, 1915
- Pachnoda praecellens MOSER, 1908
- Pachnoda prasina Karsch, 1881
- Pachnoda preissi Schürhoff, 1938
- Pachnoda rectangularis VUILLET, 1911
- Pachnoda rigouti Antoine, 2011
- Pachnoda rougemonti RIGOUT, 1984
- Pachnoda rubriventris MOSER, 1910
- Pachnoda rubrocincta (Hope, 1847)
- Pachnoda rufomarginata BURMEISTER, 1842
- Pachnoda rwandana Rigout, 1984
- Pachnoda savignyi (Gory & Percheron, 1833)
- Pachnoda sciencesnati Rigout, 1989
- Pachnoda semiflava KRAATZ, 1900
- Pachnoda sinuata (Fabricius 1775)
- Pachnoda sjoestedti MOSER, 1921
- Pachnoda spinipennis MOSER, 1914
- Pachnoda stehelini SCHAUM, 1841
- Pachnoda tessmanni Schürhoff, 1938
- Pachnoda thoracica (Fabricius, 1775)
- Pachnoda tridentata OLIVIER, 1789
- Pachnoda trimaculata KRAATZ, 1885
- Pachnoda uelensis Burgeon, 1931
- Pachnoda upangwana MOSER, 1918
- Pachnoda vethi LANSBERGE, 1886
- Pachnoda viridana BLANCHARD, 1850
- Pachnoda viridiflua KRAATZ, 1900
- Pachnoda vitticollis MOSER, 1914
- Pachnoda vossi KOLBE, 1892
- Pachnoda vuilleti Bourgoin, 1914
- Pachnoda watulegei RIGOUT, 1981
- Pachnoda werneri Beinhundner, 1992

Beaucoup de ces espèces comprennent une ou plusieurs sous-espèces.

## Galerie

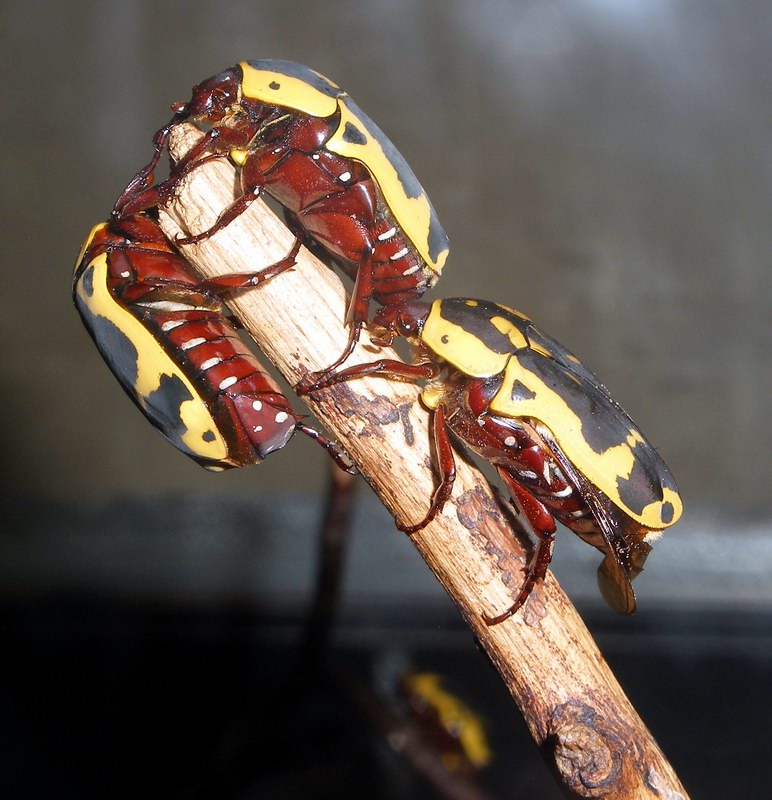
Pachnoda aemula
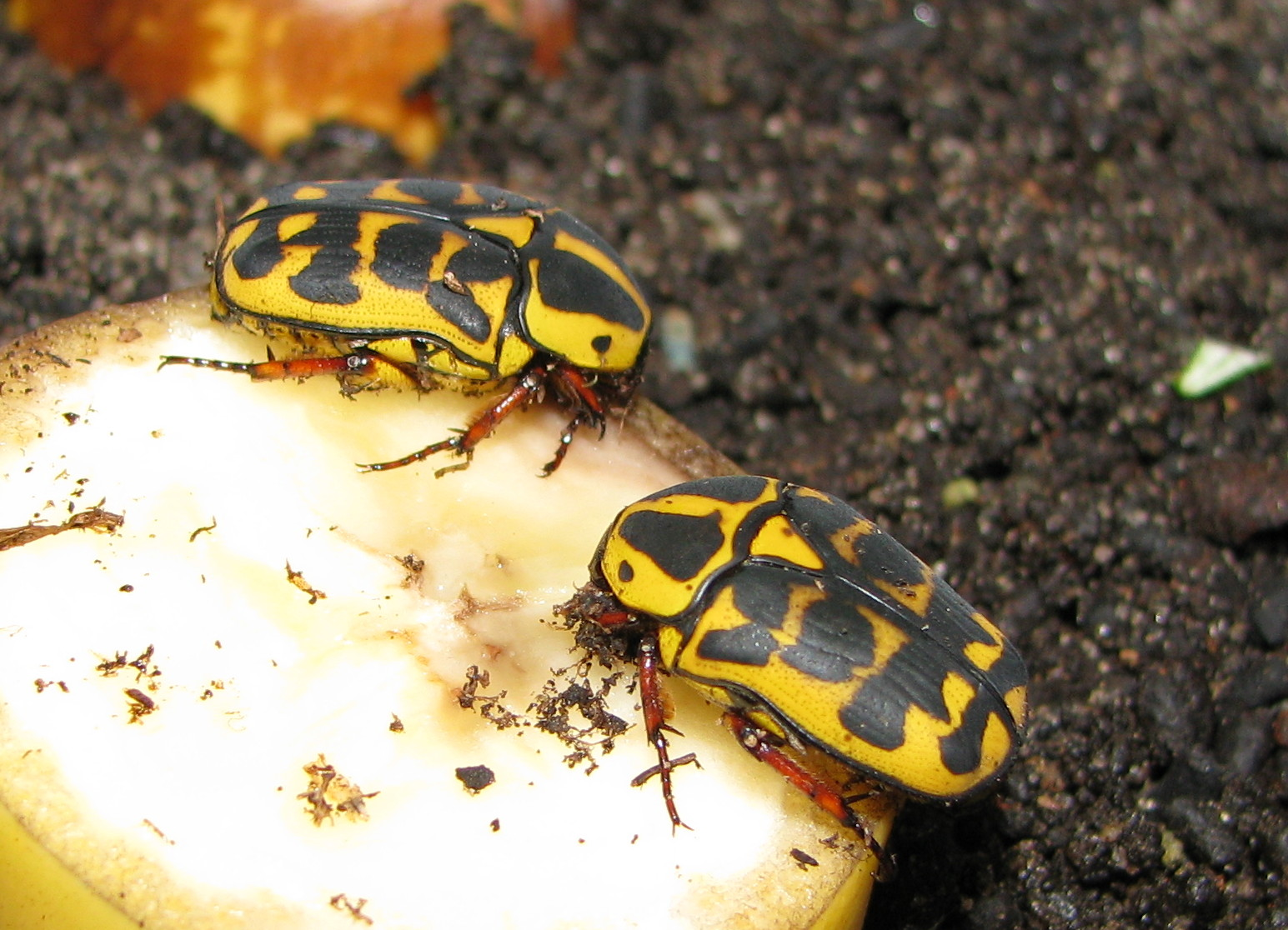
Pachnoda cordata
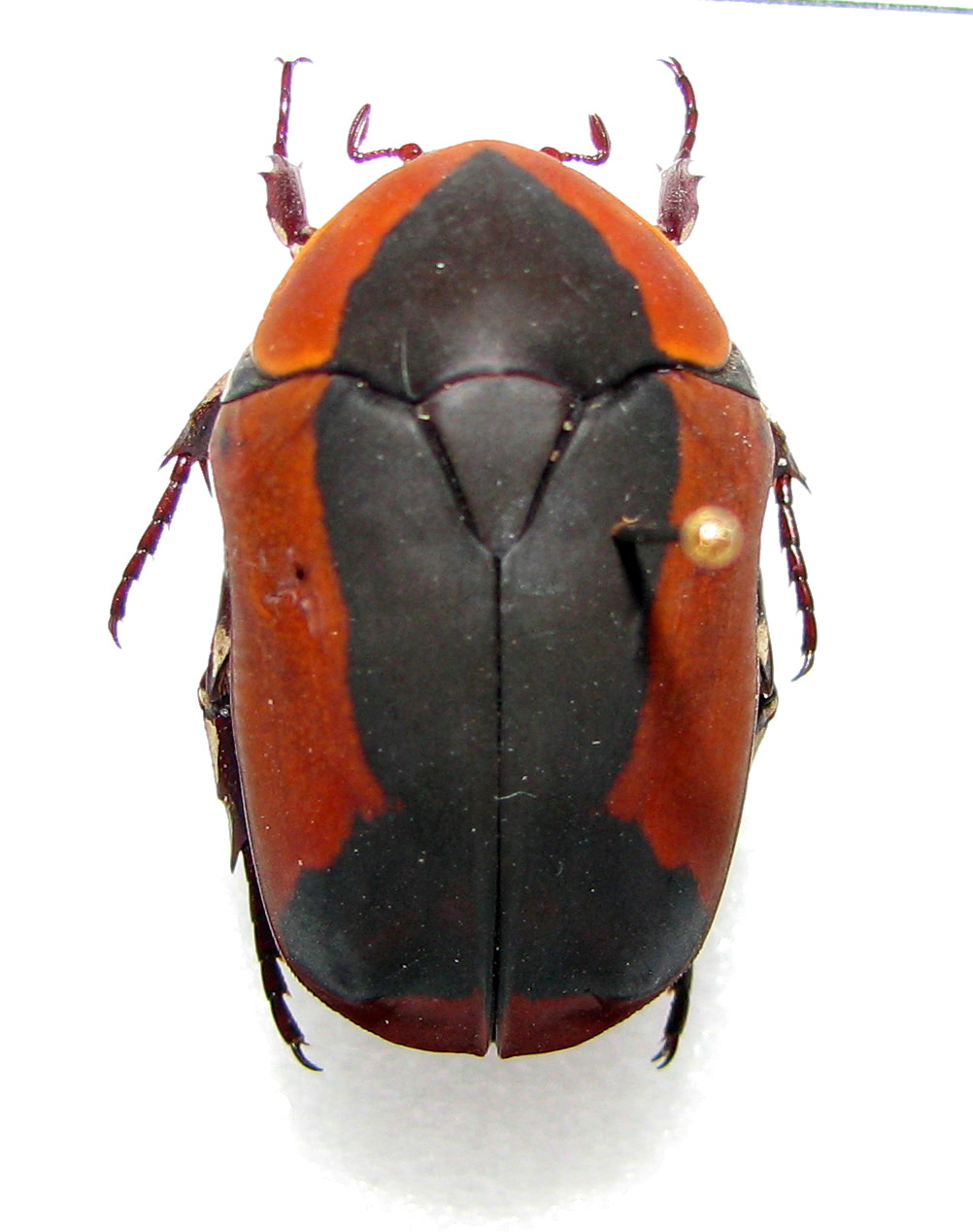
Pachnoda ephippiata
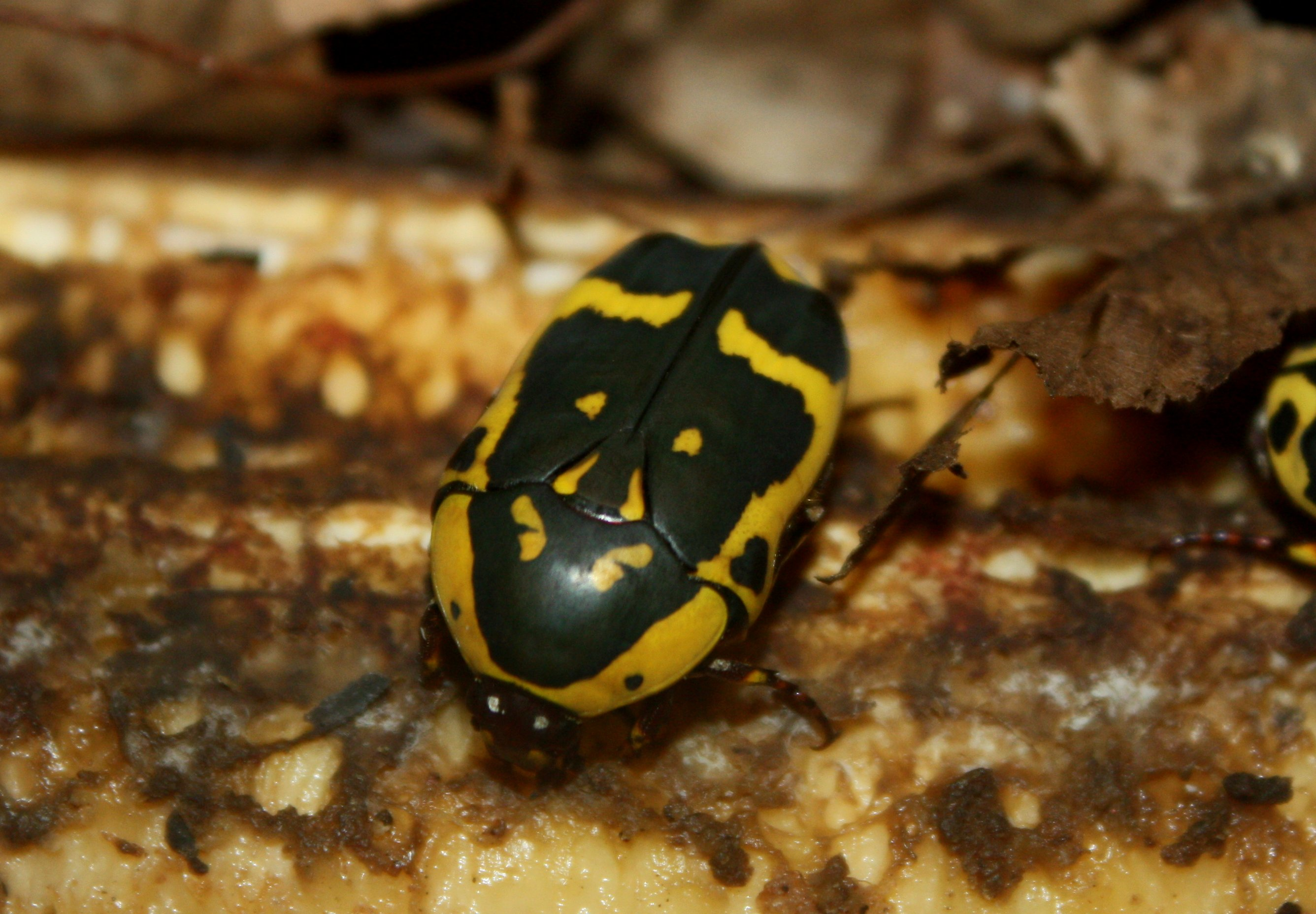
PachnodaFlaviventris
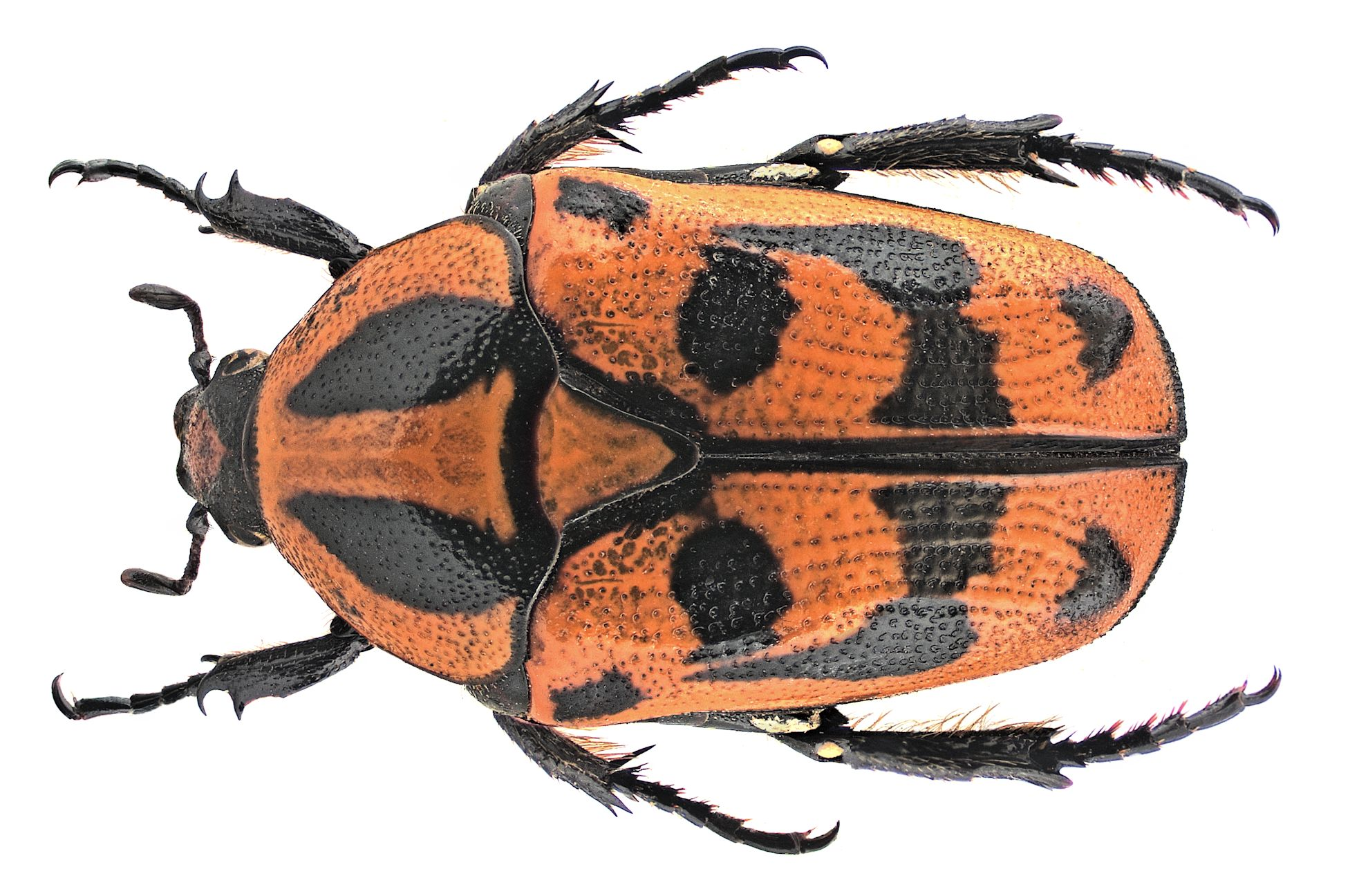
Pachnoda interrupta
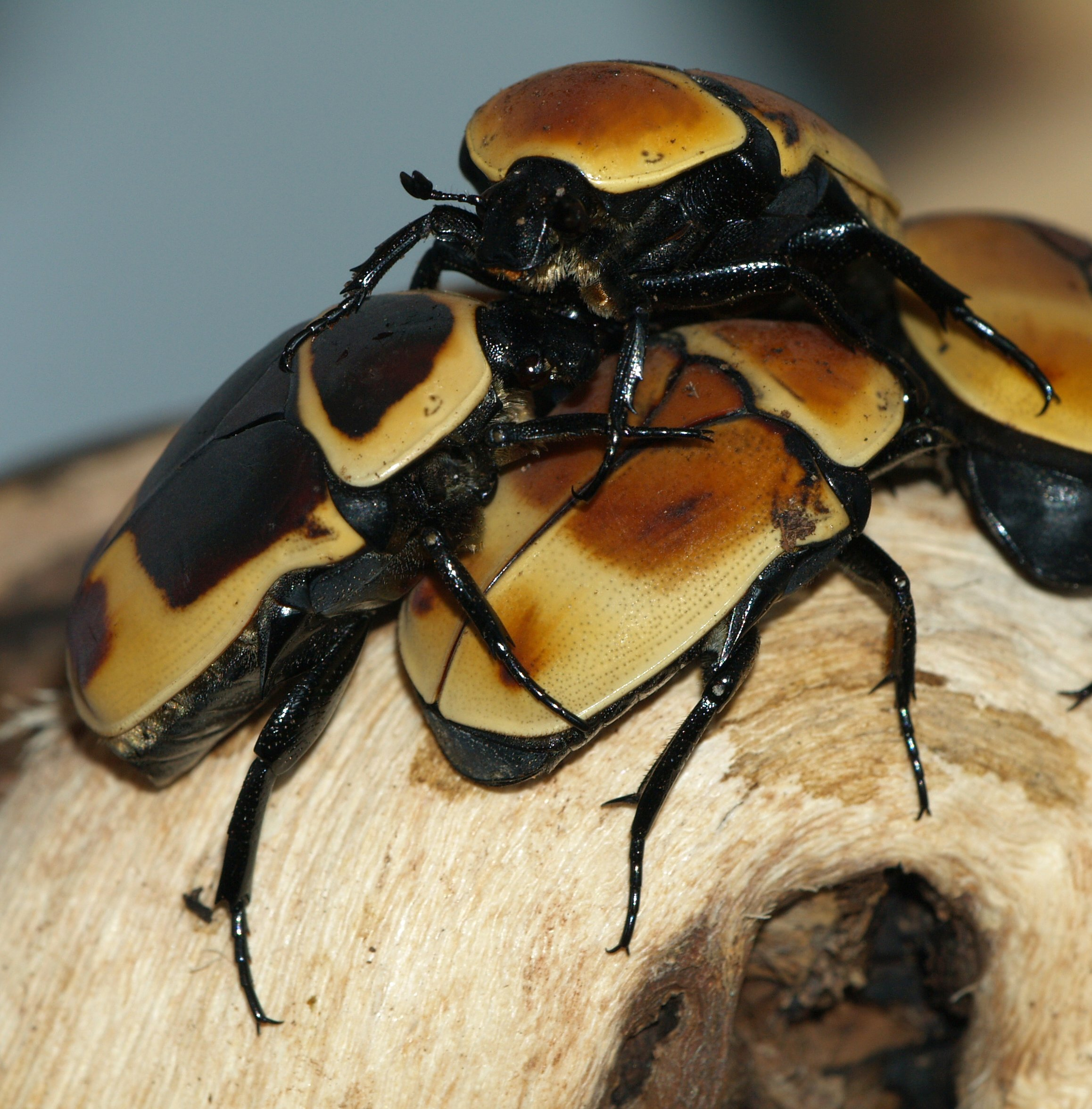
Pachnoda marginata
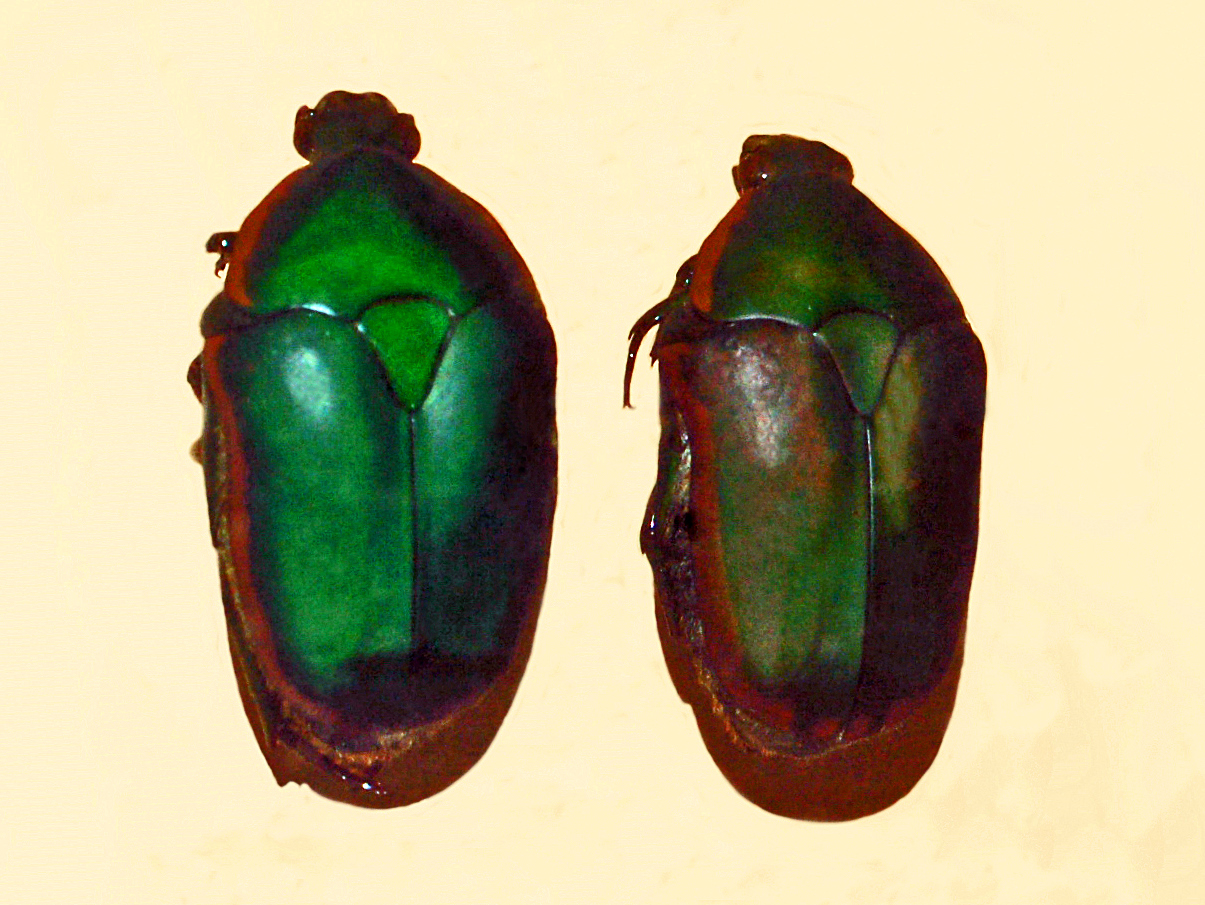
Pachnoda prasina
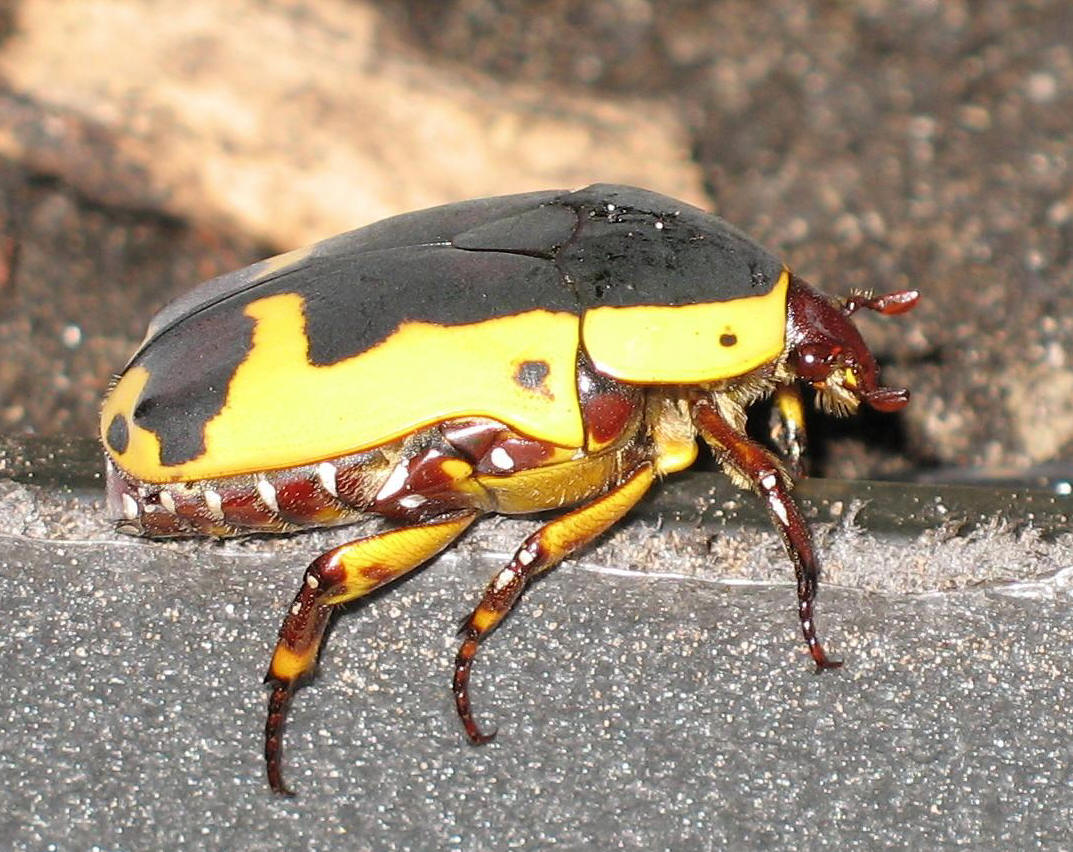
Pachnoda sinuata